# Aleksandrs (Kudrjašovs)
Aleksandrs (světským jménem: Aleksandrs Kudrjašovs; * 3. října 1939, Rudzāti) je lotyšský duchovní Lotyšské pravoslavné církve a metropolita rižský a celého Lotyšska.

## Život
Narodil se 3. října 1939 ve vesnici Rudzāti.
Roku 1964 po ukončení historicko-filosofické fakulty Daugavpilského pedagogického institutu pracoval jako učitel ruštiny a literatury na středních školách v Rize.
Dne 26. ledna 1982 se stal zaměstnancem 5. oddílu 4. oddělení KGB Lotyšské sovětské socialistické republiky a jako agent získal pseudonym Čtenář.
Roku 1982 byl v chrámu Svaté Trojice v Permu biskupem solněčnogorským Ilianem (Vostrjakovem) rukopoložen na diákona a stejného roku na jereje chrámu svatého Eliáše ve vesnici Usť-Syny v Permské oblasti. O rok později byl povolán zpět do Rigy, kde byl ustanoven představeným chrámu Proměnění Páně. Roku 1984 se stal blagočinným Valmierského a Madonského okresu.
Roku 1986 se stal členem Lotyšského oddělení Sovětského fondu kultury a roku 1989 redaktorem věstníku rižské eparchie. Stejného roku dálkově dokončil studium na Moskevském duchovním semináři.
Dne 6. července 1989 byl Svatým synodem zvolen biskupem daugavpilským a vikarijním biskupem rižské eparchie.
Dne 10. července 1989 byl postřižen na monacha se jménem Aleksandrs na počest svatého Alexandra Svirského. Následující den byl povýšen na archimandritu.
Dne 22. července 1989 byl v chrámu Zjevení Páně v Moskvě během celonočního bdění oficiálně jmenován biskupem. O den později proběhla ve stejném chrámu jeho biskupská chirotonie. Světiteli byli metropolita krutický a kolomenský Juvenalij (Pojarkov), metropolita rostovský a novočerkasský Volodymyr (Sabodan), metropolita novosibirský a barnaulský Gedeon (Dokukin), metropolita tulský a beljovský Serapion (Fadějev), arcibiskup čuvašský a čeboksarský Varnava (Kedrov), biskup kalužský a borovský Ilian (Vostrjakov), biskup taškentský a středoasijský Lev (Cerpickij), biskup orlovský a brjanský Paisij (Samčuk), biskup kalininský a kašinský Viktor (Olijnyk) a biskup kišiněvský a moldavský Vladimir (Cantarean).
Dne 27. října 1990 byl Svatým synodem ustanoven biskupem rižským a celého Lotyšska.
Dne 25. února 1994 byl povýšen na arcibiskupa a 25. února 2002 na metropolitu.